# South Uist
South Uist (en gaélique écossais : Uibhist a' Deas) est une île de l'archipel des Hébrides extérieures en Écosse. Sa population, au recensement de 2001, était de 1 818 habitants, majoritairement catholiques. 
L'ouest de l'île est surtout formé de machair, avec une plage continue de sable, alors que la côte est est montagneuse avec les pics de Beinn Mhor (620 m) et Hecla (606 m).
Au nord-ouest se trouve depuis 1957 une zone d'essai pour les missiles, Deep Sea Range.

## Villages
- Uachdar, sur l’île de Benbecula, dans la paroisse de South Uist

## Histoire
Jusqu'à la fin du XIXe siècle le sport dominant sur l'île était le shinty, celui-ci a été supplanté par le football à partir des années 1890 lorsqu'un instituteur en provenance d'Angleterre et sa famille y ont apporté le premier ballon.

## Patrimoine
- Our Lady of the Isles, sculpture de la Vierge Marie située sur le versant ouest de Ruabhal, une colline située près de l'extrémité nord de South Uist.

## Personnalités
- Caitlin nic Aonghais (chanteuse et comédienne)
- Daibhidh Walker (comédien)
- Gillebride MacMillan (chanteur et comédien)
- Dòmhnall Ruadh Phàislig (barde gael, auteur de l'Òran na cloiche)
- Aonghas Pàdraig Caimbeul (écrivain et conteur. Acteur principal du film Seachd)
- Fionnghal NicDhòmhnaill (Flora MacDonald, héroïne jacobite)
- Dòmhnall Aonghais Bhàin (barde gael)
- Dòmhnall Iain MacDhòmhnaill (barde gael)